# Midnight Madness (Night Ranger)
| Recensione | Giudizio |
| ---------- | -------- |
| AllMusic   |          |

Midnight Madness è il secondo album in studio del gruppo musicale statunitense Night Ranger, pubblicato nell'ottobre 1983 dalla MCA Records.
Trainato dal successo del singolo Sister Christian, l'album viene premiato con il disco di platino per le vendite negli Stati Uniti.

## Tracce
1. (You Can Still) Rock in America – 4:16 (Jack Blades, Brad Gillis)
2. Rumours in the Air – 4:33 (Blades)
3. Why Does Love Have to Change – 3:49 (Blades)
4. Sister Christian – 5:03 (Kelly Keagy)
5. Touch of Madness – 5:01 (Blades)
6. Passion Play – 4:43 (Blades)
7. When You Close Your Eyes – 4:19 (Blades, Gillis, Alan Fitzgerald)
8. Chippin' Away – 4:13 (Blades, Gillis)
9. Let Him Run – 3:29 (Blades, Keagy, Jeff Watson)

## Singoli
- (You Can Still) Rock in America (1983)
- Sister Christian (1984)
- When You Close Your Eyes (1984)

## Formazione
- Jack Blades – voce, basso
- Jeff Watson – chitarra
- Brad Gillis – chitarra
- Alan Fitzgerald – tastiere
- Kelly Keagy – batteria, voce

Altri musicisti
- Glenn Hughes  – cori in (You Can Still) Rock in America